# Danuta Siedzikówna
Danuta Helena Siedzikówna (Siedzik), ps. Inka (ur. 3 września 1928 w Guszczewinie, zm. 28 sierpnia 1946 w Gdańsku) – polska działaczka ruchu oporu okresu II wojny światowej i Polski Ludowej, sanitariuszka 4. szwadronu odtworzonej w Białostockiem 5 Wileńskiej Brygady AK, w 1946 w 1 szwadronie Brygady działającym na Pomorzu Gdańskim, pośmiertnie mianowana podporucznikiem Wojska Polskiego.

## Życiorys
Danuta Siedzikówna była córką Wacława Siedzika, leśniczego i Eugenii z domu Tymińskiej. Miała dwie siostry, Wiesławę i Irenę. Kształciła się w szkole powszechnej w Narewce.
W czasie wojny jej ojciec 10 lutego 1940 został wywieziony przez Sowietów do łagru w ramach pierwszej wielkiej wywózki mieszkańców Kresów na Wschód. Stamtąd przedostał się do nowo formowanej armii Władysława Andersa. Zmarł 6 czerwca 1943 w Teheranie. Jej matka współpracowała z Armią Krajową, została aresztowana przez Gestapo w listopadzie 1942, a we wrześniu 1943 rozstrzelana w lesie pod Białymstokiem. Syn siostry Wacława, Paweł Hur, po ukończeniu szkoły lotniczej w Dęblinie wziął udział w bitwie o Anglię. Po zestrzeleniu samolotu dostał się do niemieckiej niewoli. Po zakończeniu wojny zamieszkał w Lincoln w Anglii, gdzie zmarł 7 września 1994 roku.
Podczas wojny Danuta Siedzikówna uczyła się w szkole sióstr salezjanek w Różanymstoku k. Dąbrowy Białostockiej. W grudniu 1943 razem z siostrą Wiesławą wstąpiła do Armii Krajowej, gdzie odbyła szkolenie medyczne. Po przejściu frontu od października 1944 pracowała jako kancelistka w nadleśnictwie Hajnówka. Wraz z innymi pracownikami nadleśnictwa została w czerwcu 1945 aresztowana za współpracę z antykomunistycznym podziemiem przez grupę NKWD-UB (działającą z polecenia zastępcy szefa WUBP w Białymstoku, Eliasza Kotona). Została uwolniona z konwoju przez operujący na tym terenie patrol wileńskiej AK Stanisława Wołoncieja „Konusa” (podkomendnych Zygmunta Szendzielarza „Łupaszki”), następnie jako sanitariuszka podjęła służbę w oddziale „Konusa”, a potem w szwadronach por. Jana Mazura „Piasta” i por. Mariana Plucińskiego „Mścisława”. Przez krótki czas jej przełożonym był także por. Leon Beynar „Nowina”, zastępca „Łupaszki”, znany później jako Paweł Jasienica. Danuta Siedzikówna przybrała wówczas pseudonim „Inka”.

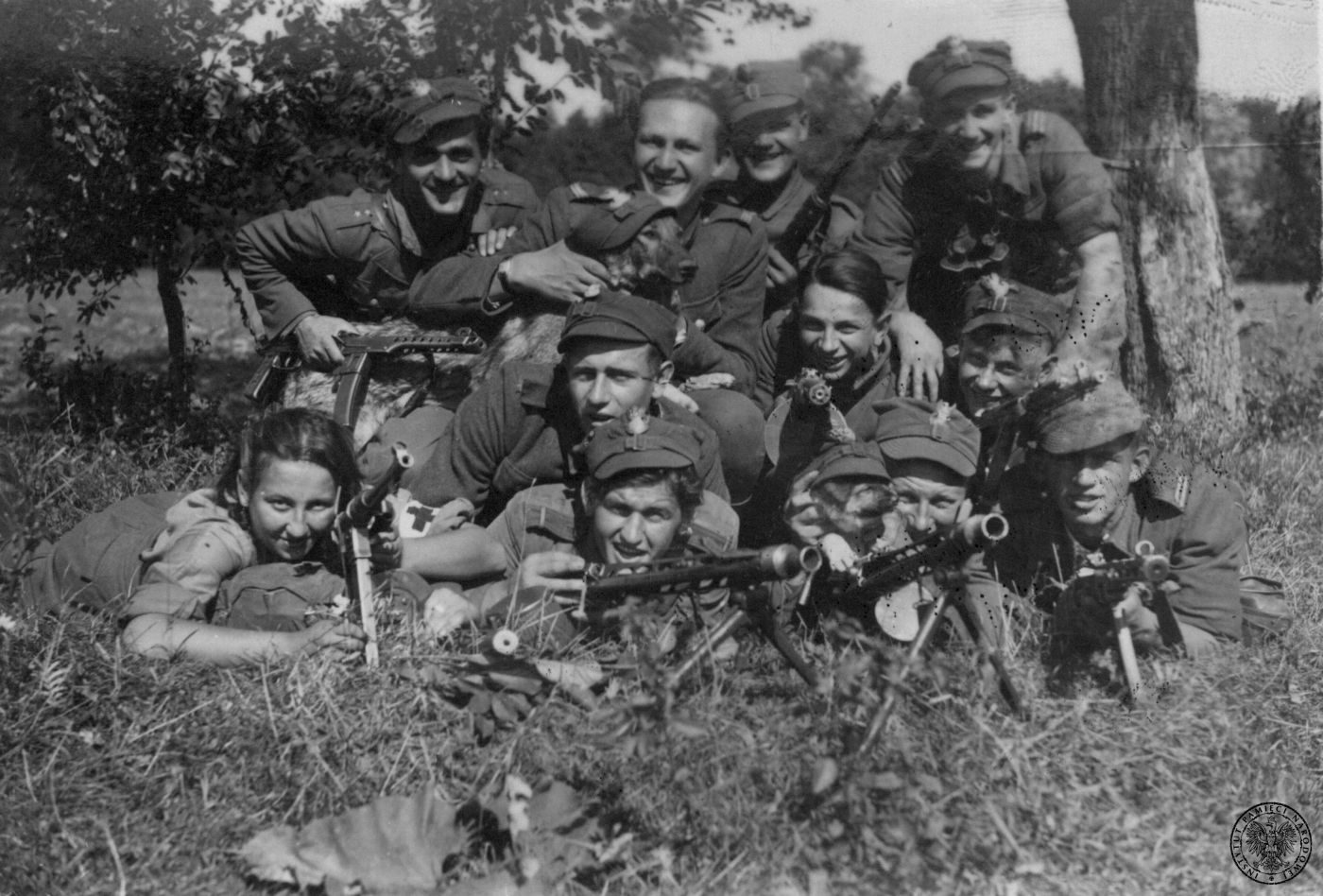
Danuta Siedzikówna w oddziale

Na przełomie 1945/1946, zaopatrzona w dokumenty na nazwisko Danuta Obuchowicz, podjęła pracę w nadleśnictwie Miłomłyn w powiecie ostródzkim. Wczesną wiosną 1946 nawiązała kontakt z ppor. Zdzisławem Badochą „Żelaznym”, dowódcą jednego ze szwadronów „Łupaszki”. Po śmierci „Żelaznego”, zabitego podczas obławy zorganizowanej przez funkcjonariuszy UB 28 czerwca 1946, została wysłana przez jego następcę, ppor. Olgierda Christę „Leszka”, po zaopatrzenie medyczne do Gdańska. Tam, rankiem 20 lipca 1946, w mieszkaniu przy ul. Wróblewskiego 7 we Wrzeszczu, w jednym z lokali kontaktowych V Brygady Wileńskiej, których adresy zdradziła ujęta wcześniej przez bezpiekę Regina Żylińska-Mordas, łączniczka Szendzielarza, która poszła na współpracę z UB, „Inka” została aresztowana. Została umieszczona w pawilonie V więzienia w Gdańsku jako więzień specjalny. W śledztwie (kierowanym przez naczelnika Wydziału III WUBP w Gdańsku Jana Wołkowa i kierownika Wydziału Śledczego WUBP Józefa Bika) była bita i poniżana; mimo to odmówiła składania zeznań obciążających członków brygad wileńskich AK.
Prokurator wojskowy Wacław Krzyżanowski zarzucił „Ince” członkostwo w nielegalnej organizacji, nielegalne posiadanie broni, udział w napadach na funkcjonariuszy Milicji Obywatelskiej i UB, a także podżeganie do ich zabicia. Rozbieżności co do jej udziału w starciu pomiędzy partyzantami a UB i MO pojawiły się w zeznaniach samych milicjantów, spośród których tylko niektórzy zeznawali, jakoby „Inka” strzelała i wydawała rozkazy. Jeden z milicjantów przyznał nawet, że „Inka” udzieliła mu pierwszej pomocy, gdy sam został ranny.
3 sierpnia 1946 Danuta Siedzikówna została skazana przez Wojskowy Sąd Rejonowy kierowany przez majora Adama Gajewskiego na karę śmierci. Wyrok ten był sprzeczny z ówcześnie obowiązującym prawem, gdyż „Inka” w chwili popełnienia zarzucanych jej czynów nie miała ukończonych 18 lat. Obrońca Danuty Siedzikówny, Jan Chmielowski, wystąpił do prezydenta Bolesława Bieruta z prośbą o łaskę. Dokument ten został zredagowany i podpisany przez obrońcę, przy czym został częściowo napisany w pierwszej osobie. „Inka” odmówiła samodzielnego napisania takiego wniosku. Mimo zbyt młodego wieku i braku dowodów winy, Bolesław Bierut 19 sierpnia odmówił skorzystania z prawa łaski. W grypsie do sióstr Mikołajewskich z Gdańska, krótko przed śmiercią, „Inka” napisała: Powiedzcie mojej babci, że zachowałam się, jak trzeba.
Wyrok został wykonany 28 sierpnia 1946. Danuta Siedzikówna została zastrzelona wraz z Feliksem Selmanowiczem ps. „Zagończyk” przez dowódcę plutonu egzekucyjnego ppor. Franciszka Sawickiego, w więzieniu przy ul. Kurkowej w Gdańsku w obecności prokuratora wojskowego Wiktora Suchockiego i zastępcy naczelnika więzienia w Gdańsku Alojzego Nowickiego. Według relacji przymusowego świadka egzekucji, ks. Mariana Prusaka, ostatnimi słowami „Inki” było: Niech żyje Polska! Niech żyje „Łupaszko”!.
W okresie PRL komunistyczna propaganda określała „Inkę” bandytą. W wydanej w 1969 książce Front bez okopów współautorstwa m.in. Jana Babczenki, byłego szefa UBP w Kościerzynie, twierdzono jakoby „Inka”, przedstawiana jako osoba z „sadystycznym uśmiechem”, uczestniczyła w egzekucji funkcjonariuszy UB w Starej Kiszewie.
Skazanie Danuty Siedzikówny zalicza się do mordu sądowego. Postanowieniem z 10 czerwca 1991 Sąd Wojewódzki w Gdańsku, na mocy przepisów ustawy o uznaniu za nieważne orzeczeń wydanych wobec osób represjonowanych za działalność na rzecz niepodległego bytu Państwa Polskiego, uznał wyrok Wojskowego Sądu Rejonowego skazujący Danutę Siedzikównę za nieważny.
Prokuratorzy IPN skierowali akt oskarżenia wobec byłego prokuratora wojskowego Wacława Krzyżanowskiego (który oskarżał „Inkę” i żądał dla niej kary śmierci), oskarżając go o udział w komunistycznej zbrodni sądowej. Został on jednak prawomocnie uniewinniony.

## Miejsce pochówku
Miejsce pochówku Danuty Siedzikówny do 2014 było nieznane. We wrześniu tego samego roku w ramach prac zespołu ds. poszukiwań nieznanych miejsc pochówku ofiar terroru komunistycznego Instytut Pamięci Narodowej na cmentarzu Garnizonowym w Gdańsku odnaleziono nieoznaczony grób, w którym, jak przypuszczano, spoczywały szczątki Danuty Siedzikówny, oraz rozstrzelanego wraz z nią Feliksa Selmanowicza. W odniesieniu do Danuty Siedzikówny informacja ta została ostatecznie potwierdzona 1 marca 2015.
8 stycznia 2015 kierujący grupą naukowców IPN Krzysztof Szwagrzyk podał informację o prawdopodobnym zlokalizowaniu szczątków Danuty Siedzikówny. Informację tę potwierdził 1 marca 2015 prezes IPN Łukasz Kamiński w czasie uroczystości z okazji Narodowego Dnia Pamięci „Żołnierzy Wyklętych” w Pałacu Prezydenckim, z udziałem prezydenta RP Bronisława Komorowskiego.

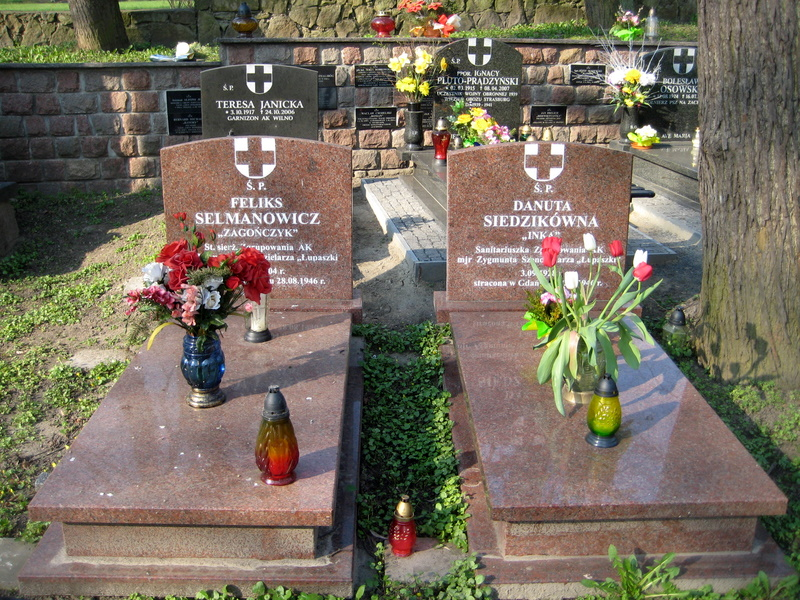
Groby Feliksa Selmanowicza i Danuty Siedzikówny na Cmentarzu Garnizonowym w Gdańsku

28 sierpnia 2016 odbył się uroczysty państwowy pogrzeb Danuty Siedzikówny oraz Feliksa Selmanowicza (ps. „Zagończyk”) na cmentarzu Garnizonowym w Gdańsku. Liturgii pogrzebowej sprawowanej w bazylice konkatedralnej w Gdańsku przewodniczył abp Sławoj Leszek Głódź. 

## Ordery i odznaczenia
- Krzyż Komandorski Orderu Odrodzenia Polski – pośmiertnie 11 listopada 2006 przez prezydenta RP Lecha Kaczyńskiego za wybitne zasługi dla niepodległości Rzeczypospolitej Polskiej[17]
- Prezydent RP Andrzej Duda wydał postanowienie o mianowaniu Danuty Siedzikówny na pierwszy stopień oficerski[18].

## Kultura masowa
- W 2000 powstał spektakl „Teatru Nie Teraz” w reżyserii Tomasza A. Żaka pt. Na etapie poświęcony Danucie Siedzikównie[19].
- Postaci „Inki” poświęcono spektakl Teatru Telewizji Inka 1946 z 2007 autorstwa Wojciecha Tomczyka w reżyserii Natalii Korynckiej-Gruz z Karoliną Kominek w roli głównej[20].
- Raper Tadek stworzył utwór „Inka” poświęcony Danucie Siedzikównie, wydany na płycie Niewygodna prawda (2012)[21].
- „Inka. Zachowałam się jak trzeba” film dokumentalny z 2015 produkcji TVP, którego premiera miała miejsce w Narodowy Dzień Pamięci „Żołnierzy Wyklętych” 1 marca 2015 na antenie TVP1.
- Poświęcono jej także utwory „Walczyk” i „Jedna chwila” pochodzące z płyty Panny wyklęte[12].
- Zespół TulaMade poświęcił jej utwór „Inka” (słowa i muzyka Agata Gregorczyk-Janik)[22].
- Poeta Sławomir Matusz poświęcił jej wiersz „Inka” w tomiku „o rzeczach strasznych i zakazanych” (2020)[23].
- Poetka Katarzyna Krysiak poświęciła jej swój wiersz „Walczyk Inki” w tomiku „Obrazy Namalowane Rymami” (2018).

## Upamiętnienie

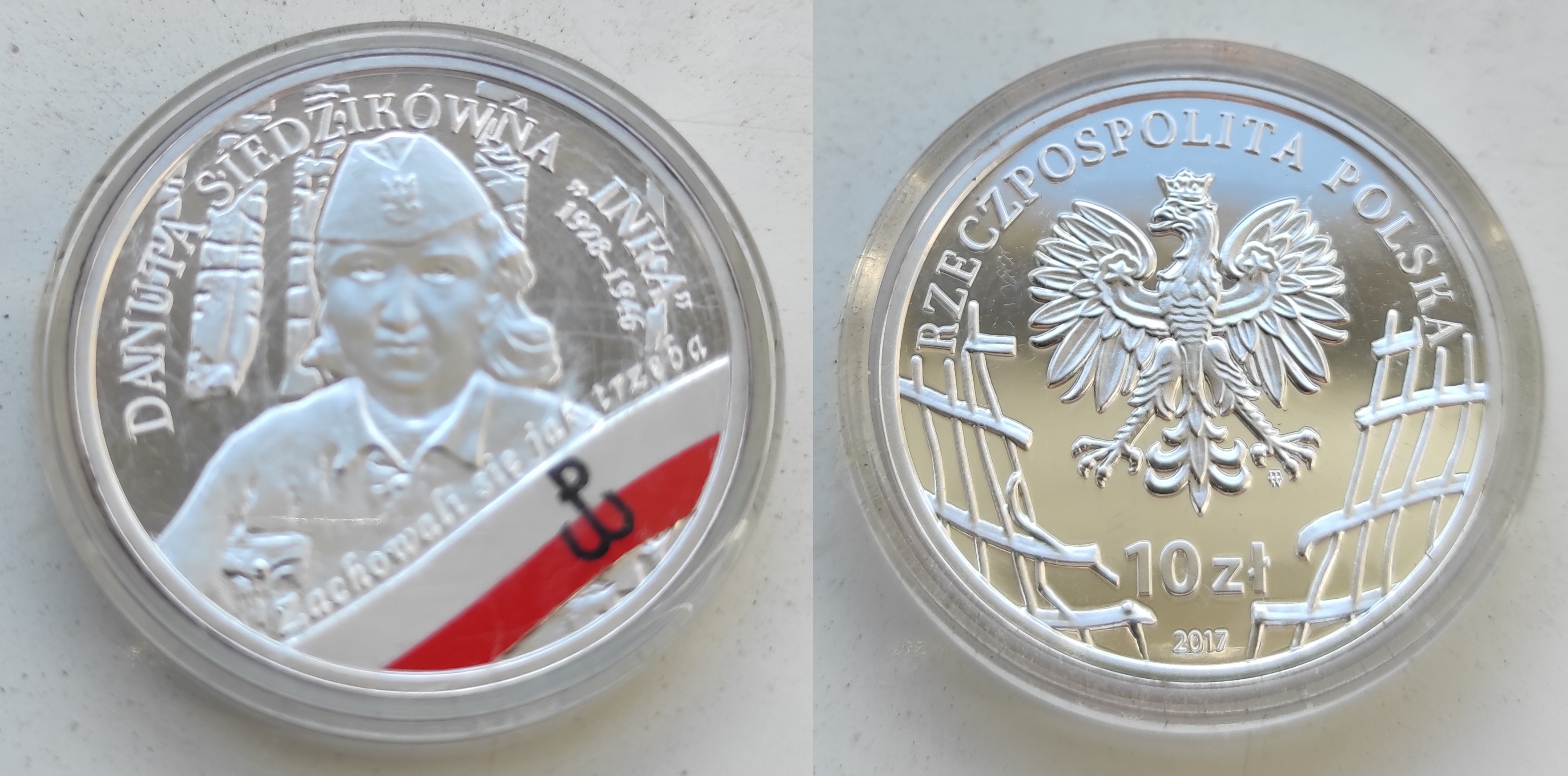
Moneta z wizerunkiem Danuty Siedzik ps. Inka

- Danucie Siedzikównie poświęcono m.in. pomniki w Gdańsku na skwerze przy ul. Gościnnej, w Parku im. Henryka Jordana w Krakowie[24], przy Katolickim Zespole Edukacyjnym imienia księdza Piotra Skargi w Warszawie, w Parku im. Sanitariuszki Inki w Sopocie, przy kościele parafialnym w Narewce, w Krzeszycach i w Miłomłynie, na Plantach w Białymstoku, a także tablicę pamiątkową w bazylice Mariackiej w Gdańsku oraz w kościele św. Stanisława Kostki w Płocku[25]. Imię Danuty Siedzikówny otrzymały szkoły w Podjazach, Ostrołęce[26], Owadowie[27], Wrocławiu, Kielcach[28], Sopocie[29], Ełku, Chlebowie, Wiślinie, Czarnem, Polanowie[30], Jeleniewie[31], Borowej[32] oraz parki w Sopocie i Kartuzach, ronda w Częstochowie[33], Lesznie, Malborku[34], Rzeszowie[35], Bielawie[36], Policealne Medyczne Studium Zawodowe w Białej Podlaskiej[37], a także Miejski Dom Kultury w Rawie Mazowieckiej.
- Jej imieniem nazwano kilkanaście drużyn harcerskich należących zarówno do ZHP, jak i ZHR. Fundacja Armii Krajowej w Londynie ustanowiła Nagrodę im. Danuty Siedzikówny „Inki”[38].
- 28 maja 2015 Rada Miejska w Sosnowcu nadała imię Danuty Siedzikówny „Inki” skwerowi u zbiegu ulic Nowopogońskiej, Orlej i Mariackiej[39].
- 1 marca 2016 miała miejsce ogólnopolska akcja „Serce dla Inki” zainicjowana przez ks. dr Wąsowicza, która ma upamiętnić Danutę Siedzikównę. Serca powstają ze srebra z darowizn i zawierają ziemię z grobu Inki[40].
- 20 listopada 2016 most na rzece Białej w Bielsku Podlaskim otrzymał nazwę im. ppor. Danuty Siedzikówny ps. Inka[41].
- Została patronką 1 Ostrołęckiej Drużyny Harcerek „Ignis”[42].
- Od 2017 jest patronką skweru w Katowicach na terenie osiedla W. Witosa[43].
- W 2017 Narodowy Bank Polski wydał upamiętniającą Inkę srebrną monetę kolekcjonerską o nominale 10 złotych należącą do serii „Wyklęci przez komunistów żołnierze niezłomni”[44].
- 1 marca 2018 Poczta Polska wprowadziła do obiegu emisję znaczków z serii „Ryngrafy Żołnierzy Wyklętych” z rotmistrzem „Witoldem” i „Inką”. Zdjęcia bohaterów znalazły się na przywieszkach. Autorką projektu znaczka była Marzanna Dąbrowska[45][46].
- W 2021 imię Danuty Siedzikówny „Inki” nadano dworcowi kolejowemu w Białymstoku. Patronka została upamiętniona tablicą na gmachu dworca[47][48].
- 1 marca 2023 w Głogowie odsłonięto pomnik poświęcony Danucie Siedzikównej w ramach „Alei Pamięci”, obok 15 innych pomników żołnierzy podziemia antykomunistycznego[49].
- Upamiętniona w Zespole Szkół w Dąbrowie Białostockiej (podlaskie), na muralu autorstwa Andrzeja Filipowicza, namalowanym wspólnie z Jakubem Horoszem i Patrycją Anastazją Zalewską[50].